# Uranotaenia henriquei
Uranotaenia henriquei är en tvåvingeart som beskrevs av Cunha Ramos 1993. Uranotaenia henriquei ingår i släktet Uranotaenia och familjen stickmyggor.
Artens utbredningsområde är Angola. Inga underarter finns listade i Catalogue of Life.